# Três Passos (microregio)
Três Passos is een van de 35 microregio's van de Braziliaanse deelstaat Rio Grande do Sul. Zij ligt in de mesoregio Noroeste Rio-Grandense en grenst aan de microregio's Santa Rosa, Ijuí, Frederico Westphalen en São Miguel do Oeste (SC). De microregio heeft een oppervlakte van ca. 3.856 km². In 2005 werd het inwoneraantal geschat op 141.637.
Twintig gemeenten behoren tot deze microregio:
- Barra do Guarita
- Boa Vista do Buricá
- Bom Progresso
- Braga
- Campo Novo
- Crissiumal
- Derrubadas
- Doutor Maurício Cardoso
- Esperança do Sul
- Horizontina
- Humaitá
- Miraguaí
- Nova Candelária
- Redentora
- São Martinho
- Sede Nova
- Tenente Portela
- Tiradentes do Sul
- Três Passos
- Vista Gaúcha

Mesoregio's: Centro Ocidental Rio-Grandense · Centro Oriental Rio-Grandense · Metropolitana de Porto Alegre · Nordeste Rio-Grandense · Noroeste Rio-Grandense · Sudeste Rio-Grandense · Sudoeste Rio-Grandense

Microregio's: Cachoeira do Sul · Camaquã · Campanha Central · Campanha Meridional · Campanha Ocidental · Carazinho · Caxias do Sul · Cerro Largo · Cruz Alta · Erechim · Frederico Westphalen · Gramado-Canela · Guaporé · Ijuí · Jaguarão · Lajeado-Estrela · Litoral Lagunar · Montenegro · Não-Me-Toque · Osório · Passo Fundo · Pelotas · Porto Alegre · Restinga Seca · Sananduva · Santa Cruz do Sul · Santa Maria · Santa Rosa · Santiago · Santo Ângelo · São Jerônimo · Serras de Sudeste · Soledade · Três Passos · Vacaria